# Peter Karlsson (speedwayförare)

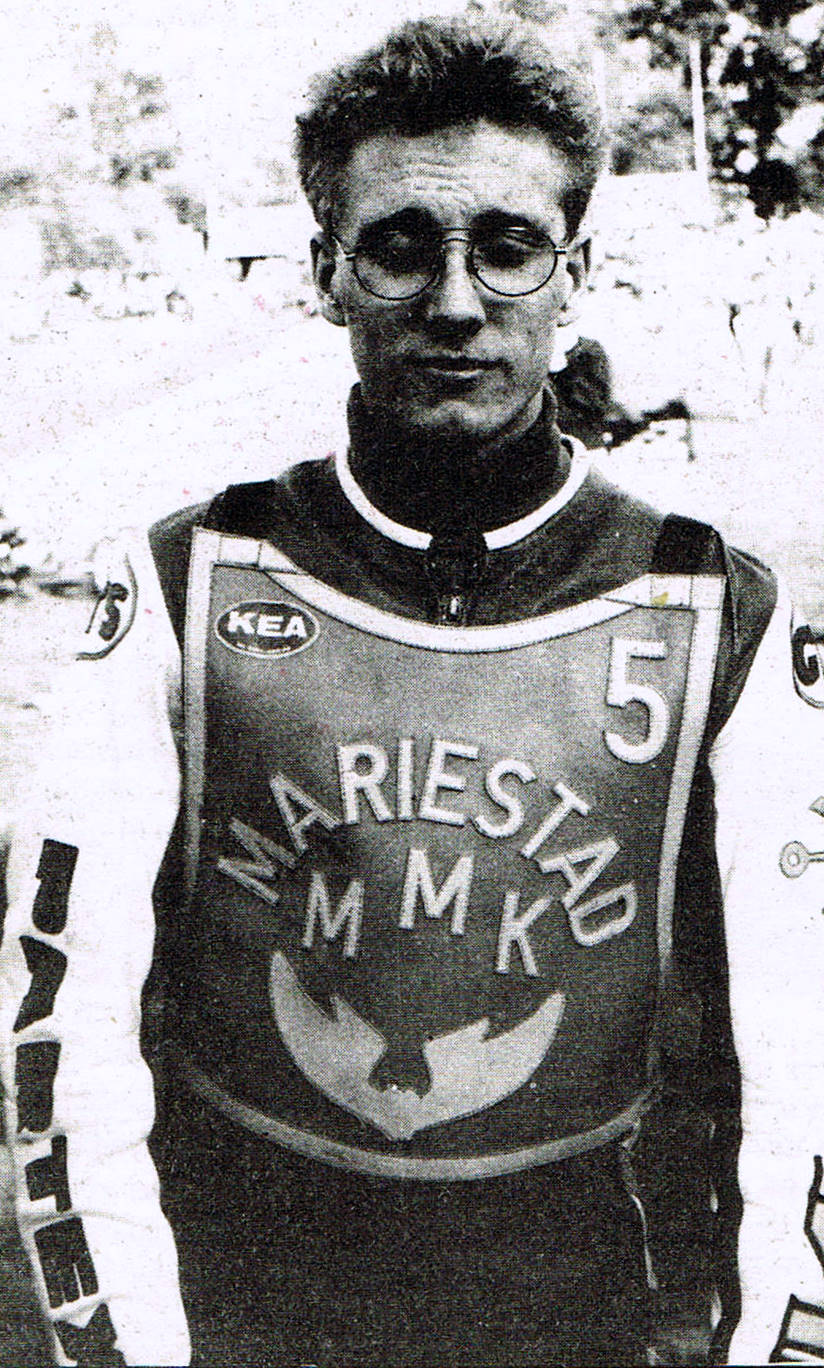
Peter Karlsson, 1993.

Peter "PK" Karlsson, född 17 december 1969 i Gullspång, är en svensk speedwayförare. Han är född och uppväxt i Gullspång. Han har två yngre bröder som också kör speedway, Mikael Max och Magnus Karlsson.
Karlssons moderklubb är Örnarna och han debuterade i elitserien i speedway 1985. Han har under sin karriär också representerat klubbarna Kaparna, Dackarna, Elit Vetlanda, Lejonen, Smederna, Vargarna och Piraterna.
Karlsson slutade på andra plats vid individuella SM 2005 i Vetlanda. 2007 och 2008 körde han för Dackarna.
Karlsson har två barn och en sambo. År 2010 bytte Karlsson klubb till Örnarna. 2017 slutade han sin tävlingskarriär och övergick till att vara lagledare för Dackarna.